# Lenny Abrahamson
Leonard "Lenny" Abrahamson (Dublin, 30 november 1966) is een Iers filmregisseur.

## Biografie
Lenny Abrahamson werd in 1966 geboren in Dublin, Ierland. Tijdens zijn studies filosofie aan het Trinity College Dublin richtte hij samen met Ed Guiney (die later filmproducent werd) de Trinity Video Company op. Hij maakte zijn regiedebuut met de korte film "3 Joes" in 1991 die vertoond werd op verscheidene filmfestivals. Als twintiger verkreeg hij een studiebeurs om te studeren voor een PhD aan de Stanford-universiteit in de Verenigde Staten. Hij voltooide zijn studies niet maar keerde terug naar Ierland om zich toe te leggen op het maken van films. Eerst regisseerde hij commercials, waaronder een reeks advertenties voor Carlsberg.
Abrahamson regisseerde zijn eerste langspeelfilm "Adam & Paul"  in 2004. In 2007 regisseerde hij "Prosperity", een vierdelige miniserie voor televisie en datzelfde jaar volgde zijn tweede speelfilm "Garage". Deze film werd vertoond op verschillende grote filmfestivals wereldwijd en ontving de C.I.C.A.E op het filmfestival van Cannes. In 2012 regisseerde hij zijn derde film "What Richard Did", gevolgd door "Frank" (2014) en "Room" (2015). Voor zijn eerste vier films en de televisieserie werd hij telkens bekroond met de Irish Film & Television Award voor beste regie.

## Filmografie

### Films
- 3 Joes (kortfilm, 1991)
- Adam & Paul (2004)
- Garage (2007)
- What Richard Did (2012)
- Frank (2014)
- Room (2015)

### Televisie
- Prosperity (miniserie, 2007)
- Normal People (miniserie, 2020)

## Prijzen en nominaties
De belangrijkste:
| Jaar | Prijs                          | Categorie                  | Film             | Uitslag     |
| ---- | ------------------------------ | -------------------------- | ---------------- | ----------- |
| 2016 | 20e Satellite Awards           | Beste regie                | Room             | Genomineerd |
| 2015 | Irish Film & Television Awards | Beste regie                | Frank            | Gewonnen    |
| 2013 | Irish Film & Television Awards | Beste regie                | What Richard Did | Gewonnen    |
| 2008 | Irish Film & Television Awards | Beste regie                | Garage           | Gewonnen    |
| 2008 | Irish Film & Television Awards | Beste regie voor televisie | Prosperity       | Gewonnen    |
| 2007 | Filmfestival van Cannes        | C.I.C.A.E. Award           | Garage           | Gewonnen    |
| 2004 | Irish Film & Television Awards | Beste regie                | Adam & Paul      | Gewonnen    |